# Marquesa de Listomère-Landon
A marquesa de Listomère-Landon é uma personagem da Comédia Humana de Honoré de Balzac. Nasceu em 1744, na Provença, membro da aristocracia do século XVIII e amiga do Marechal de Richelieu. Ela mora em uma mansão na grande rua da cidade de Tours. Em A mulher de trinta anos, a marquesa tenta distrair Julie d'Aiglemont do casamento frustrante com seu sobrinho Victor. Morre em 1814, por ocasião do retorno do duque de Angoulême.